# クールベ級装甲艦
| クールベ級装甲艦                | クールベ級装甲艦 |
| ------------------------------- | --- |
| 写真は2番艦デヴァスタシオン     | |
| 艦級概観                        | |
| 艦種                            | 戦艦 |
| 艦名                            | 人名 |
| 前級                            | ルドゥタブル |
| 次級                            | アミラル・デュプレ |
| 性能諸元（括弧内は2番艦のもの） | |
| 排水量                          | 常備：10,450トン |
| 全長                            | -m 95.0m(水線長) |
| 全幅                            | 21.3m（17.9m） |
| 吃水                            | 8.1m |
| 機関                            | 型式不明石炭専焼円筒缶8基 +水平2段膨張式レシプロ2基2軸推進 |
| 最大出力                        | 8,100hp |
| 最大速力                        | 15.0ノット(機関航行時) |
| 航続距離                        | 10ノット/2,800海里 |
| 乗員                            | 730名 |
| 兵装                            | 1881年型 34 cm（21口径）単装砲4基 1870年型 27 cm（20口径）単装砲4基 1870年型 14 cm（21口径）単装砲6基 （1900年：1887年型 27cm（45口径）単装砲4基 1884年型 24 cm（30口径）単装砲3基 1884年型 16 cm（30口径）単装砲1基 1881年型 10 cm（26口径）単装砲14基 47 mm回転式機関砲14基 35 cm水上単装魚雷発射管5門） |
| 装甲（鉄製）                    | 舷側：225～380 mm 甲板：なし 砲郭部：240mm（最大厚） |

クールベ級装甲艦 (Classe Courbet) は、フランス海軍が建造した装甲艦の艦級である。本級は元々は「フードロワイアン級」となるはずであったが、建造途中に仏清戦争の功労者であるアメデ・クールベ提督が1885年6月11日に没したため、彼の功績を称えて艦名となった。なお、同名の艦級が弩級戦艦時代にも存在する。

## 概要
本艦は前級である「ルドゥタブル」の改良型である。当初は排水量9,500トンで設計していたが、用兵側の要求を取り入れて航海性能を重視した結果、排水量は1万トンを超える10,450トンとなった。
船体の材質には、鉄に加えて鋼材を用いていた。本級から排水量の増加を抑えるために水線面から上の船体構造はすぼめられ、甲板の面積が小さくなるフランス装甲艦の特徴が強くなっている。

## 艦形と武装
船体の基本形状は前艦と同じく艦首水面下に衝角をもつ船体に3本のマストを持つ点は前艦と同じであるが、本級の煙突は断面が小判型の2本の煙突を、左右に並列配置している。これは、機関区の長さを押さえるための工夫であり、同時期のイギリス装甲艦にも見られる工夫である。船体が上部に行くほどに引き絞られているのに対し、舷側砲郭部の位置は前艦と変わらないので砲郭部が突出しているように見える。
主砲は前艦までは27cm砲で、イギリスの装甲艦の持つ30.5cm-31.8cm砲に比べて口径は劣っていたが、本艦はそれを凌駕する「1881年型 34cm（21口径）砲」を採用。本級の起工時には世界最大の後装填式の艦砲で、イギリスはこれに対抗するために「インフレキシブル」に40.6cm連装砲2基を搭載するが、これは帆船時代を思わせる旧式の前装式でしかなく、発射速度や射程では本級の持つ34cm後装填式砲におよぶものではなかった。これを、船体中央部の砲郭部内に片舷2基ずつ計4基を配置した。一方、旧来の27cm砲も副砲として搭載しており、「1870年型 27 cm（20口径）砲」を単装砲架で艦首に1基、煙突の左右バーベット上に片舷に1基ずつ、艦尾甲板上に1基の計4基を配置した。他に近接攻撃用に14cm単装砲6基を装備した。
この配置により、前後方向に最大34cm砲2門・27cm砲3門・14cm砲2門、左右方向に最大34cm砲2門・27cm砲3門・14cm砲3門を指向できた。

## 機関
本艦に搭載された主機関は、船体中央部の主要防御区画内部に配置した石炭専焼円筒缶8基に、水平型2段膨張式レシプロ機関2基2軸推進で変わらないが、最大出力は前級の5,900馬力から8,100馬力へ大幅に強化された。そのため、前級よりも太い船体形状にもかかわらず速力は難なく15ノットを維持できたほか、10ノット巡航で2,800海里を航行できた。

## 同型艦
- クールベ (戦艦)（英語版）
- デヴァスタシオン（英語版）

## 参考図書
- 『世界の艦船増刊　フランス戦艦史』（海人社）